# Piper vicosanum
Piper vicosanum är en pepparväxtart som beskrevs av Truman George Yuncker. Piper vicosanum ingår i släktet Piper och familjen pepparväxter. Utöver nominatformen finns också underarten P. v. scandens.